# Левченко, Геннадий Иванович
Генна́дий Ива́нович Ле́вченко (15 сентября 1938, Ростов-на-Дону) — российский промышленник, генеральный директор таганрогского завода «Красный котельщик» (1987—2001), Герой Социалистического Труда (1991).

## Биография
Родился 15 сентября 1938 года в Ростове-на-Дону.
В 1960 году окончил Томский политехнический институт (факультет теплоэнергетических установок). По окончании института работал на электростанциях Дальнего Востока, на Новочеркасской ГРЭС.
С 1964 года жизнь Г. И. Левченко связана с таганрогским заводом «Красный котельщик». Работал конструктором, главным энергетиком, главным инженером (1975—1986), генеральным директором (1987—2001).
В 1989 году защитил кандидатскую диссертацию по созданию, исследованию и внедрению новых типов оребренных поверхностей нагрева на базе принципиально нового технологического высокоавтоматизированного оборудования. В 1999 году защитил докторскую диссертацию. Г. И. Левченко является автором 18 изобретений, двух книг, множества журнальных публикаций.

## Награды и звания
- Герой Социалистического Труда (20 марта 1991) — за большой личный вклад в разработку, создание и освоение серийного производства парогенераторов большой мощности, внедрение прогрессивных технологий и новой техники, достижение высоких технико-экономических показателей и успешное решение социальных вопросов[1]
- Орден «За заслуги перед Отечеством» III степени (2 мая 1996) — за заслуги перед государством, большой вклад в развитие отечественного энергетического машиностроения и в связи со 100-летием со дня основания акционерного общества «Таганрогский котлостроительный завод „Красный котельщик“» (Ростовская область)[2]
- Орден Дружбы (30 июля 1999) — за заслуги перед государством, высокие достижения в производственной деятельности и большой вклад в укрепление дружбы и сотрудничества между народами[3]
- Орден Ленина (20 марта 1991)
- Орден «Знак Почёта» (1981)
- Премия Совета Министров СССР (1982)
- Заслуженный машиностроитель Российской Федерации (27 декабря 2001) — за заслуги в области машиностроения и многолетний добросовестный труд[4]
- Почётный работник Минтяжмаша (1982)
- Почётный гражданин Таганрога (2001)
- Почётный гражданин Ростовской области (2013)[5][6]
- Орден «За заслуги перед Ростовской областью» (2012)[7]